# Grips, Grunts and Groans
Grips, Grunts and Groans (br.: Campeões da alegria) é um filme curta-metragem estadunidense de 1937, dirigido por Preston Black. É o 20º filme de um total de 190 da série com Os Três Patetas produzida pela Columbia Pictures entre 1934 e 1959.

## Enredo
Os Três Patetas viajam de trem clandestinamente quando, ao chegarem a uma cidade, são descobertos pelos guardas ferroviários. Ao fugirem, se escondem numa academia de luta livre. Curly acaba sendo contratado como sparring para os lutadores e o campeão chamado Ivan Bustoff  (personagem de Harrison Greene, chamado de Ferrabrás pela dublagem brasileira) gosta dele e o convida juntamente com Moe e Larry para irem almoçar. Os chefes de Bustoff apostam ilegalmente na vitória dele na luta daquela noite mas Bustoff fica bebendo com os Patetas e desmaia depois de tomar uma mistura de tequila, vodca e conhaque. Os bandidos ficam sabendo e ameaçam os Patetas para que consigam recuperar Bustoff a tempo. Poucos momentos antes da luta, Bustoff volta a si mas as trapalhadas dos Patetas fazem com que seja atingido por pesos na cabeça e depois um armário cai sobre ele, desacordando-o definitivamente. Para enganarem os bandidos, os Patetas disfarçam Curly de Bustoff, colocando uma vasta barba em seu rosto; e o levam até o ringue para lutar. Curly apanha bastante e os bandidos percebem o disfarce e novamente ameaçam os Patetas. Moe sabe que Curly fica violento com o cheiro do perfume "jacinto selvagem" e pega o vidro de uma assistente e joga o conteúdo nas narinas do companheiro. O Pateta fica totalmente descontrolado e nocauteia o desafiante. Quando o árbitro começa a contagem, ele o agride também. Moe, Larry e a polícia tentam contê-lo mas ele segue nocauteando a todos, batendo em suas cabeças com o gongo que apanhara. Até que ele próprio é atingido pelo objeto e cai sobre a pilha de pessoas desmaiadas dentro do ringue.